# Hrubieszów
Hrubieszów (česky Hrubešov) je okresní město v jihovýchodním Polsku v Lublinském vojvodství. Od 1999 je součástí Lublinského vojvodství. Narodili se zde literát Bolesław Prus a podnikatel Henry Orenstein. V roce 2024 zde žilo 15 935 obyvatel.
V okolí města se nacházejí četná raně středověká pohřebiště, kurgany, mohyly a další archeologické nálezy (mj. v Gródku, Masłomęczi a Kryłowě). 